# Abbaye de Roscrea
L'abbaye de Roscrea, également appelée Mount St Joseph Abbey (en latin : Abbatia Beatae Mariae de Monte Sancti Joseph, en anglais : Mount St. Joseph Abbey),  est une abbaye trappiste en activité, située à proximité de Roscrea, mais dans le comté voisin Offaly, en Irlande.
Fondée en 1878, elle présente la caractéristique unique parmi toutes les abbayes cisterciennes du monde, d'être la seule à gérer un groupe scolaire, le collège cistercien de Roscrea (en).

## Localisation
L'abbaye est située sur la rive droite de la Little Brosna, un affluent du Shannon. Bien que l'abbaye soit nommée « Roscrea » compte tenu de sa proximité avec cette ville, qui est à 3 km à l'est, elle est néanmoins dans le comté voisin, celui d'Offaly, sur la route de Shinrone.

## Histoire

### Fondation
Le 29 janvier 1878, le comte Arthur Moore de Mooresfor achète le domaine de Mount Heaton afin d'y installer une abbaye cistercienne. Il y fait venir trente-et-un moines de Mount Melleray, qui commencent la vie monastique le 21 mars de la même année. Athanasius Donovan est le premier responsable de la communauté. Bien que Moore ait payé les deux tiers de l'achat, le tiers restant est à la charge des moines,.

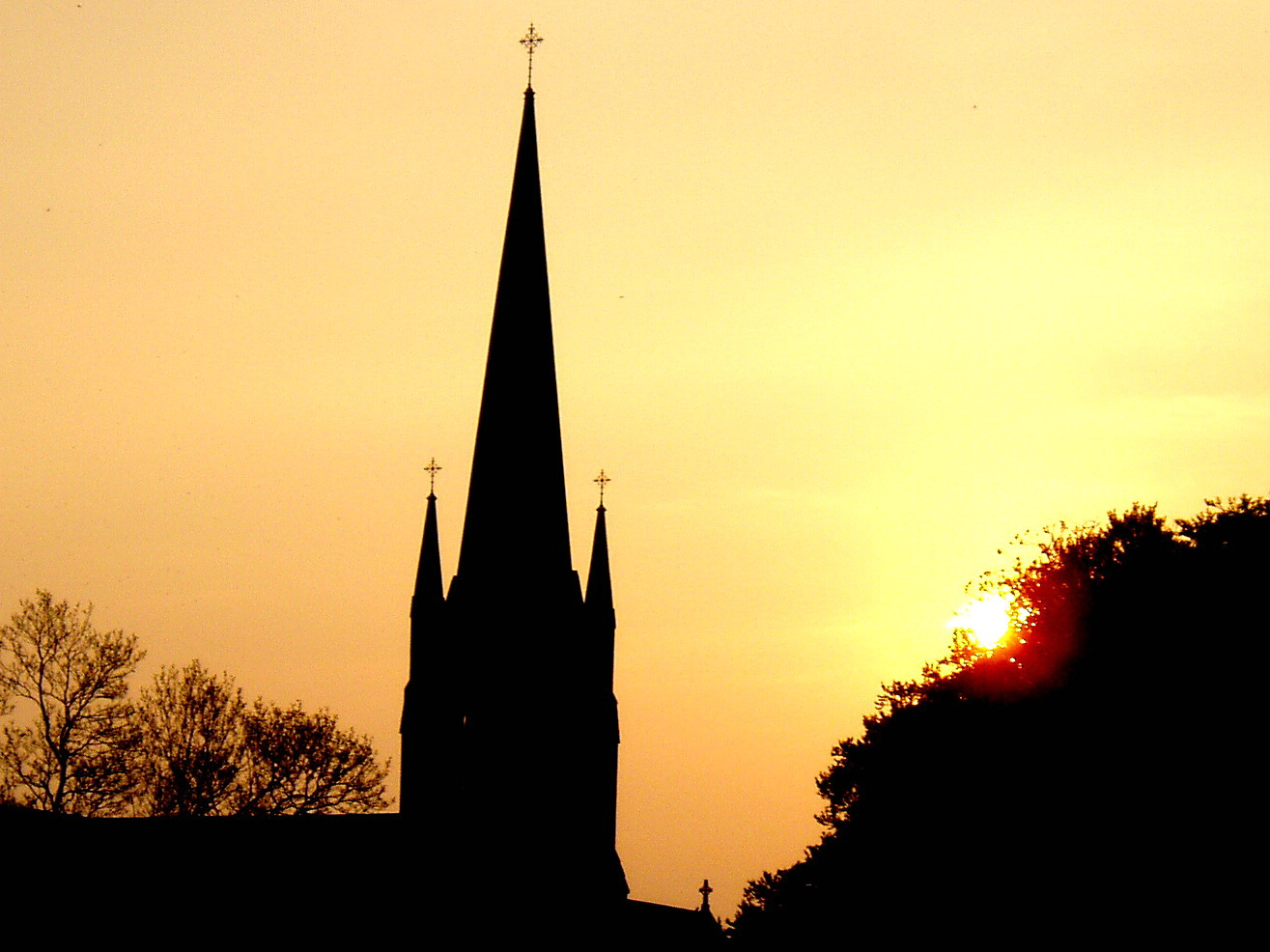
Le clocher de l'abbatiale.

Le 22 mai 1879, la première pierre de la nouvelle église abbatiale est posée ; deux ans plus tard, le 18 septembre 1881, la dédicace à saint Joseph est célébrée, mais il faut attendre le 9 août 1884, soit cinq années après le début du chantier, pour qu'elle soit consacrée. Peu de temps après, en décembre 1885, le monastère est reconnu canoniquement comme abbaye. L'élection du premier abbé est un processus assez long. En effet, le premier candidat choisi par les moines en avril 1886, Stanislaus White, travaille à Rome au service de la Sacrée congrégation pour la propagation de la foi, qui refuse de le laisser partir. Le second choix de la communauté de Roscrea se porte le 20 mai sur Carthago Delaney, moine de Mount Melleray, qui refuse ; ce n'est que le 30 octobre 1887 que Camillus Beardwood est finalement choisi.

### L'ouverture du collège
À ses débuts, la communauté de Roscrea vit essentiellement de l'agriculture.

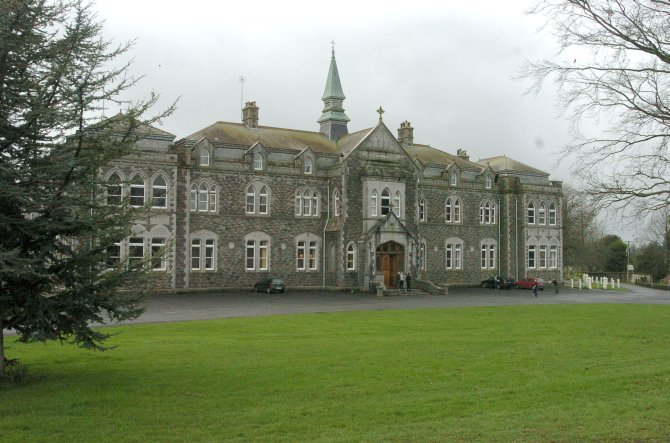
Le Cistercian College Roscrea (CCR).

Un choix unique dans l'histoire des abbayes cisterciennes modernes est fait à Roscrea : celui de fonder un établissement d'enseignement géré par la communauté monastique, le collège cistercien de Roscrea (en). Ce choix correspond à une demande du fondateur. Le 24 janvier 1902, Bishop Thomas J. McRedmond, évêque de Killaloe, valide cette innovation, mais l'inauguration de l'établissement n'a lieu qu'en 1905 ; entre-temps, Arthur Moore est mort et enseveli dans l'église du monastère le 5 janvier 1904,.

### Les fondations
En 1946, Roscrea fonde une première abbaye-fille en Écosse, celle de Nunraw.
En 1952, la communauté de Roscrea étudie la faisabilité de la fondation d'un monastère en Australie. Le 18 décembre 1954, c’est chose faite et l'abbaye de Tarrawarra est fondée.
En 1962, une proposition est faite d’établir un petit monastère cistercien près de Dublin : c'est la fondation de l'abbaye de Bolton, qui a lieu en 1965.
Enfin, à partir de 1999, des cisterciennes américaines recréent une communauté active dans l'abbaye médiévale de Tautra, en Norvège. L'éloignement des États-Unis amène les religieuses à dépendre de Roscrea, beaucoup plus proche.

### Liste des supérieurs et abbés
- Athanasius Donovan, prieur du 12 mai 1878 à 1886
- Camillus Beardwood, abbé du 30 octobre 1887 au 12 juillet 1911
- Justin McCarthy, abbé de 1911 au 6 septembre 1944
- Camillus Claffey, abbé du 25 septembre 1944 au 21 février 1962
- Eugene Boylan, abbé du 10 juillet 1962 au 5 janvier 1964
- Columcille O’Toole, abbé du 20 février 1964 au 1er juillet 2000
- Laurence Walsh, abbé du 21 juillet 2000 au 28 octobre 2003, premier abbé originaire de Roscrea
- Kevin Daly, abbé de 2003 à 2009
- Richard Purcell, abbé de 2009 au 11 août 2017
- Malachy Thompson, supérieur ad nutum depuis le 26 janvier 2018[1],[6],[2].

## Architecture
L'architecte de l'église est William Beardwood, dont le frère Joseph sera par la suite nommé abbé de Roscrea sous le nom de Camillus.